# Kapas Hera
Kapas Hera é uma vila no distrito de South West, no estado indiano de Deli.

## Demografia
Segundo o censo de 2001, Kapas Hera tinha uma população de 21 595 habitantes. Os indivíduos do sexo masculino constituem 63% da população e os do sexo feminino 37%. Kapas Hera tem uma taxa de literacia de 71%, superior à média nacional de 59,5%: a literacia no sexo masculino é de 79% e no sexo feminino é de 56%. Em Kapas Hera, 16% da população está abaixo dos 6 anos de idade.